# Suchi
Les suchi sont – dans la mythologie des Kalash du Chitral, au Pakistan – des êtres bienveillants pouvant être comparés à des fées.
Les suchis sont des êtres bons envers les humains. Ils les aident de bien des façons. Les Kalash racontent que lorsqu'ils ont dû construire la dérivation d’une rivière, les suchis les y ont aidés en faisant exploser un rocher qui leur barrait la route.
Dans cette culture, on dit d’un homme spécialement ingénieux, chanceux ou héroïque qu’il est « mélangé aux fées », ce qui signifie qu’il est lié à ce peuple. Les ethnologues Jean-Yves Loude et Viviane Lièvre racontent que le gardien de la tradition en fonction dans les vallées Kalash lorsqu'ils les ont visitées était dit inspiré par les fées, tant sa mémoire était prodigieuse.
Les suchis vivent haut dans les montagnes. Dans la mythologie kalash, une sorte de contrat les lie aux humains. Ces derniers sont autorisés à emmener paître leurs troupeaux sur leur territoire lors de la belle saison mais pas en hiver. Si des bergers rompent ce pacte, les suchis libèrent les éléments sur les imprudents. 
Les suchis sont honorés par des sacrifices et des prières, à différents moments de l’année. 